# Jacques Marie Noël Frémy
Pour les articles homonymes, voir Frémy.
Jacques Marie Noël Frémy, né le 25 décembre 1782 à Paris et mort le 27 novembre 1866 dans le 4e arrondissement de Paris, est un peintre miniaturiste, dessinateur et graveur français.

## Parcours

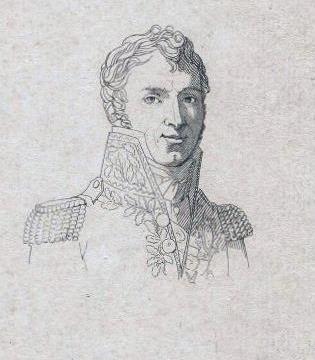
Le général Claude Carra-Saint-Cyr, dessin de Frémy.

J. M. N. Frémy publie au sortir de l'Empire des Croquis de portraits des personnages remarquables dans tous les genres dessinés et gravés, édités par lui en 1815-1817 à Paris au 25 rue de la Tixéranderie (portion de l'actuelle rue de Rivoli), d'après des tableaux présents au Salon de 1814.
Par la suite, il se spécialise dans le portrait miniature de l'aristocratie et les dignitaires de son temps, non seulement français mais aussi britanniques. Quelques tableaux représentent aussi des familles sur fond de jardins.
De 1830 à 1848, il est restaurateur de tableaux au musée du Louvre.
Son style est précis, sans fioriture et sa signature la plus courante est Frémy.
Jacques Marie Noël Frémy meurt le 27 novembre 1866 dans le 4e arrondissement de Paris

## Œuvres
- Gray, musée Baron-Martin :

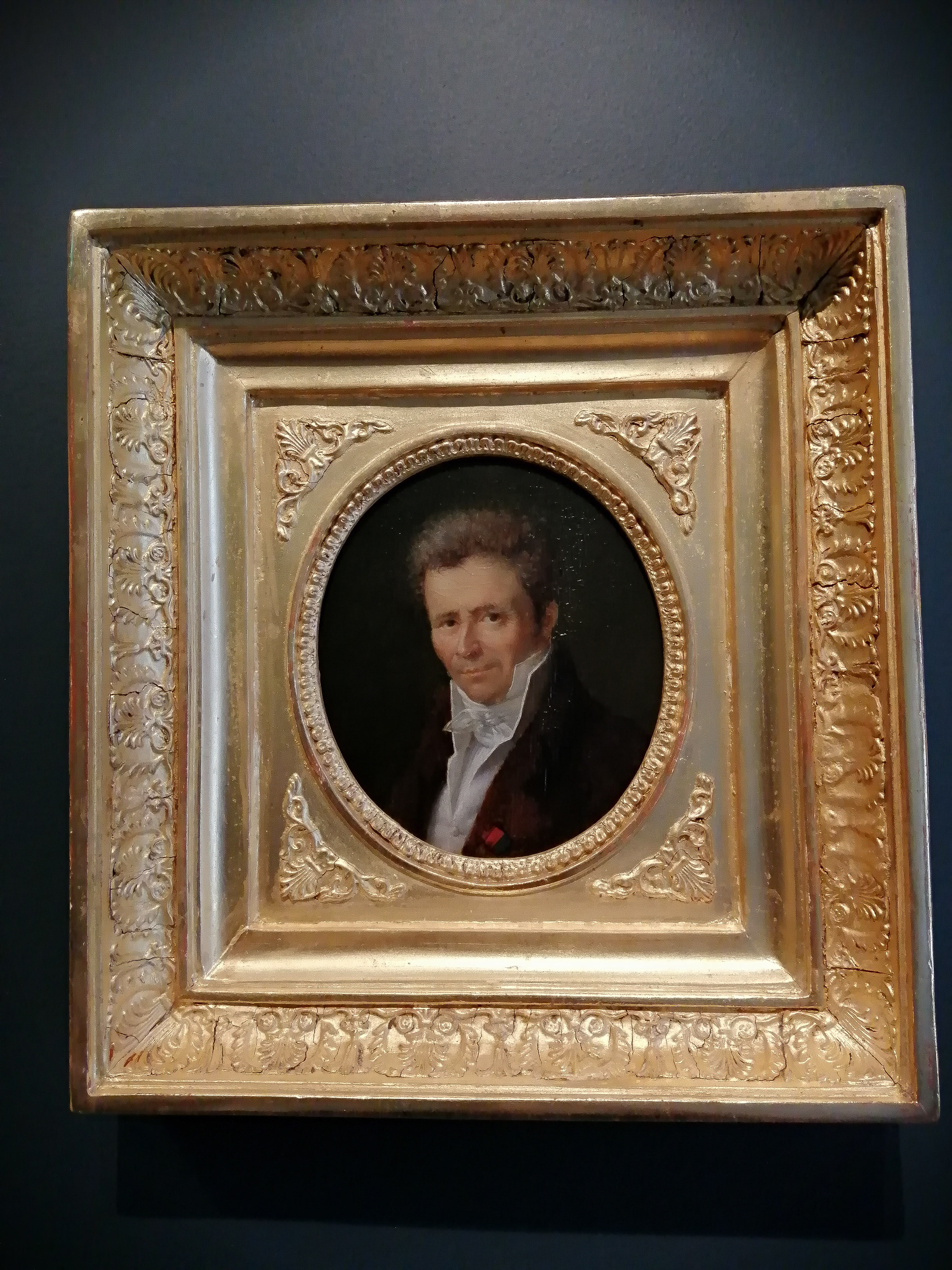
Portrait d'Aubin-Louis Millin de Grandmaison.

  - Le Comte de Sommariva, d'après Prud'hon, gravure au trait, 20 x 12 cm ;
  - Portrait de Prud'hon, d'après Prud'hon, gravure au trait, 16 x 11 cm ;
  - Portrait de M. Prud'hon, d'après Prud'hon, gravure au trait, 20 x 12 cm ;
  - Portrait de Prud'hon, d'après Prud'hon, gravure au trait, 12 x 10 cm.

- Vif, musée Champollion :
  - Portrait d'Aubin-Louis Millin de Grandmaison, huile sur toile.